# سیارک ۵۵۶
سیارک ۵۵۶ (به انگلیسی: 556 Phyllis، نامگذاری:1905PW) پانصد و پنجاه و ششمین سیارک کشف شده‌است که در ۸ ژانویه ۱۹۰۵ و در هایدلبرگ کشف شد.
قدر مطلق سیارک برابر ۹٫۵۶ است.